# 阿尔巴尼亚德占时期
阿尔巴尼亚德占时期是指1943至1944年纳粹德国占领阿尔巴尼亚的时期在当地建起的傀儡政权。当意大利在1943年9月脱离轴心国时，德意志国防军经过一个短暂行动后立即占领阿尔巴尼亚，期间只遇到轻微抵抗。到1944年10月，德军由于被苏联红军打败、罗马尼亚王国崩溃及即将发生的保加利亚王国倒台而从巴尔干南部撤退，当德军撤退后，由南斯拉夫共产党扶持并得到西方的武器供应的阿尔巴尼亚共产党游击队打垮了民族主义势力，阿尔巴尼亚共产党的恩维尔·霍查成为国家的领袖。